# スティール・ホール
スティール・ホール（Steele Hall, 2007年7月24日 - ）は、アメリカ合衆国アラバマ州モービル出身のプロ野球選手（内野手）。右投右打。MLBのシンシナティ・レッズ傘下所属。

## 経歴
高校4年次の2024年に打率.331、23打点、31盗塁を記録した。
2025年のMLBドラフト1巡目（全体9位）でシンシナティ・レッズから指名され、予定していたテネシー大学への進学を取りやめプロ入り。契約金は575万ドル。